# Saint-Martin-de-Bonfossé
Saint-Martin-de-Bonfossé ist eine französische Gemeinde mit 536 Einwohnern (Stand 1. Januar 2022) im Département Manche in der Region Normandie. Sie gehört zum Kanton Saint-Lô-2 im Arrondissement Saint-Lô.

## Geografie
Saint-Martin-de-Bonfossé liegt auf der Halbinsel Cotentin, neun Kilometer südwestlich von Saint-Lô, zwischen den Nachbargemeinden
- Canisy mit Saint-Ébremond-de-Bonfossé im Westen, im Norden und im Nordosten und Bourgvallées mit Saint-Samson-de-Bonfossé im Südosten.[1] Der Bach Joigne entspringt im südwestlichen Gemeindegebiet im Waldgebiet Bois de Saint-Sauveur.

## Geschichte
1793 erhielt Saint-Martin-de-Bonfossé als Saint Martin de Bonfossé im Zuge der Französischen Revolution (1789–1799) den Status einer Gemeinde und 1801 als Saint-Martin-de-Bonfosse das Recht auf kommunale Selbstverwaltung. 1832 wurde die Ortschaft Saint-Sauveur-de-Bonfossé eingemeindet.

## Bevölkerungsentwicklung
| Jahr      | 1962 | 1968 | 1975 | 1982 | 1990 | 1999 | 2009 | 2018 |
| Einwohner | 501  | 504  | 455  | 517  | 551  | 500  | 540  | 528  |

## Sehenswürdigkeiten
Das Herrenhaus Manoir de Bonfossé wurde im letzten Viertel des 16. Jahrhunderts erbaut. Es gehörte der Familie Gourfaleur. Jean de Gourfaleur wurde 1555 urkundlich erwähnt und war Hauptmann in Saint-Lô von 1574 bis 1584. Die Kapelle, Wandaufriss und Trompe-l’œil-Wandmalereien wurden 2003 in das Zusatzverzeichnis der Monuments historiques (historische Denkmale) eingetragen. Das Herrenhaus befindet sich im Privatbesitz.
Die Pfarrkirche von Saint-Martin-de-Bonfossé stammt aus dem 13. Jahrhundert. Aus jener Zeit sind jedoch nur der Chor und der Glockenturm erhalten geblieben. Der Portalvorbau stammt aus dem 16. Jahrhundert, das Kirchenschiff wurde im 19. Jahrhundert umgebaut. Die Wandmalereien im Inneren der Kirche wurden 1994 in das Zusatzverzeichnis der Monuments historiques eingetragen. Der Altar, Gradin, Tabernakel, Retabel und zwei Statuen, die Martin von Tours und Nikolaus von Myra darstellen, wurden 1747 gefertigt und 1975 als Monument historique klassifiziert.
|  |  |

## Infrastruktur
Der nächste Flughafen ist der Aéroport de Granville-Mont-Saint-Michel. Er liegt 34,7 Kilometer in südwestlicher Richtung bei Bréville-sur-Mer.